# Francisco Carbonell

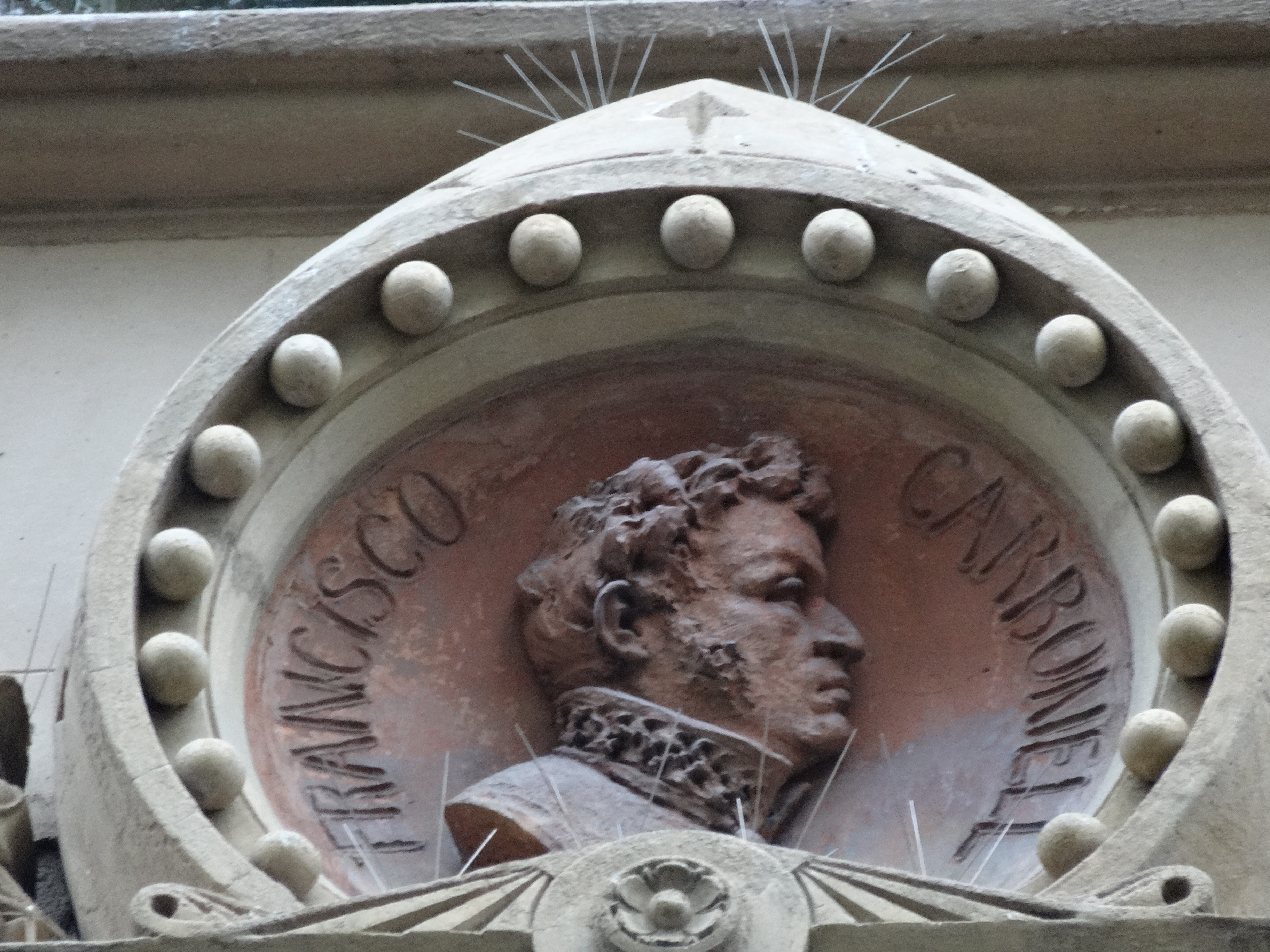
Francisco Carbonell en un medallón de la fachada de la Real Academia de Ciencias y Artes de Barcelona.

Francisco Carbonell y Bravo (Barcelona, 5 de octubre de 1768 - c. 1837) fue un farmacéutico español. Es considerado una de las figuras fundamentales de la ciencia española en su época de finales del siglo XVIII y principios del XIX.

## Biografía
Nació en Barcelona en 1768, siendo hijo de Jaime Carbonell (farmacéutico) y de María Teresa Bravo. El 29 de enero de 1789 fue admitido como farmacéutico colegiado con apenas 20 años. Se trasladó a Madrid en 1790, dedicándose allí básicamente a la botánica y a la farmacia. Socio de la Academia Médica Matritense en 1791.
Tras esto, se traslada a Huesca a la Facultad de Medicina de la Universidad de Huesca, centro donde se graduó en 1795 y con el cual mantuvo siempre muy estrecha relación. En Montpellier alcanzó el grado de doctor en medicina y ciencias naturales el 24 de marzo de 1801. 
Se le considera discípulo del gran químico francés J. L. Proust (1754-1826), con quien permaneció por espacio de un año (1802) en el laboratorio que el citado químico regentaba en Madrid. Sus amplios conocimientos dieron como resultado una rica actividad profesional. En 1803 es designado para ocupar la cátedra de Química por la Real Junta de Comercio del Principado de Cataluña, y en 1805 pone en marcha la Escuela Química de Barcelona. Su producción científica tiene relieve en cuanto a los conocimientos químicos propiamente dichos, de tipo básico, como en la aplicación a la medicina de dichos saberes.
Su labor como maestro de Mateo Orfila, el creador de la Toxicología científica, es también un claro indicativo de su categoría. Fue revisor de géneros medicinales de la Aduana de Barcelona y ministro de Protomedicato en la Audiencia de Farmacia.

## Su obra
- Pharmaciae Elementa Chemiae recientioris fundamentis inixa. Barcelona. 1796.
- Elementos de farmacia fundados en los principios de la química moderna, Barcelona 1801, 1805, 1824 (castellano).
- Química aplicada a las Artes. Barcelona 1816.
- Curso analítico de química. Barcelona 1818.
- Ejercicios públicos de química que sostendrán los alumnos de la Escuela Gratuita de esta ciencia establecida en la ciudad de Barcelona, bajo la enseñanza y dirección del Dr. don Francisco Carbonell y Bravo. Barcelona 1807.
- Arte de hacer y conservar el vino. Barcelona. (Primer manual de enología científica en español). 1820.